# Dimda (sockenhuvudort i Kina, Qinghai Sheng, lat 32,69, long 100,93)
Dimda (kinesiska: 灯塔, 灯塔乡, 青木达) är en sockenhuvudort i Kina. Den ligger i provinsen Qinghai, i den nordvästra delen av landet, omkring 440 kilometer söder om provinshuvudstaden Xining. Antalet invånare är 3 537. Befolkningen består av 1 703 kvinnor och 1 834 män. Barn under 15 år utgör 28,0 %, vuxna 15-64 år 64 %, och äldre över 65 år 7,0 %.
Runt Dimda är det mycket glesbefolkat, med 5 invånare per kvadratkilometer. Det finns inga andra samhällen i närheten. Trakten runt Dimda består i huvudsak av gräsmarker.
Genomsnittlig årsnederbörd är 830 millimeter. Den regnigaste månaden är juli, med i genomsnitt 180 mm nederbörd, och den torraste är december, med 3 mm nederbörd.